# Isländische Badminton-Mannschaftsmeisterschaft 2011
Die Isländische Badminton-Mannschaftsmeisterschaft 2011 fand im Modus „Jeder gegen jeden“ vom 4. bis zum 6. Februar 2011 in Reykjavík statt. Meister wurde das Team von Tennis- og Badmintonfélag Reykjavíkur.

## Vorrunde
| Platz | Team                                               | Punkte | Spiele | G | U | V | Spielpunkte |   |    | Sätze |   |    | Bälle |   |      |
| ----- | -------------------------------------------------- | ------ | ------ | - | - | - | ----------- | - | -- | ----- | - | -- | ----- | - | ---- |
| 1     | Tennis- og Badmintonfélag Reykjavíkur Garparnir    | 7      | 4      | 3 | 1 | 0 | 17          | - | 7  | 35    | - | 20 | 1023  | - | 958  |
| 2     | Tennis- og Badmintonfélag Reykjavíkur Team Thomsen | 6      | 4      | 2 | 2 | 0 | 16          | - | 8  | 36    | - | 19 | 1041  | - | 907  |
| 3     | Tennis- og Badmintonfélag Reykjavíkur Bara         | 5      | 4      | 2 | 1 | 1 | 13          | - | 11 | 31    | - | 24 | 1027  | - | 929  |
| 4     | BH                                                 | 2      | 4      | 1 | 0 | 3 | 2           | - | 22 | 6     | - | 45 | 744   | - | 1041 |
| 5     | Tennis- og Badmintonfélag Reykjavíkur Öllarar      | 0      | 4      | 0 | 0 | 4 | 0           | - | 0  | 0     | - | 0  | 0     | - | 0    |